# Trabrennbahn Dieburg
Die Trabrennbahn Dieburg ist eine für das Trabrennfahren verwendete Pferdesportanlage in Dieburg und befindet sich auf dem zwischen Dieburg und Darmstadt an der L3094 gelegenen Annenhof.
Betreiber ist der Hessische Trabersportverein e. V., welcher seinen Sitz ebenfalls in Dieburg hat.

## Beschreibung
Die Dieburger Trabrennbahn wird in die Kategorie B-Bahn eingestuft. B-Bahnen unterscheiden sich von den sogenannten A-Bahnen (von denen es lediglich acht in Deutschland gibt) vor allem durch das höhere Preisgeld; auf C-Bahnen können demgegenüber keine vollwertig anerkannten Trabrennen stattfinden.
Die Rennbahn hat eine Länge von 1000 m und ist 15 m breit. Sie wird gegen den Uhrzeigersinn befahren.
Der Hessische Trabersportverein e. V. legte von Anfang an Wert auf eine professionelle technische Ausstattung, damit diese mit A-Bahnen vergleichbare Rennbedingungen bot. Hier ist daher u. a. Zielfoto, Rennverfilmung, Startauto, Lautsprecheranlage und Totalisator gegeben.

## Geschichte
Der 1987 gegründete Hessische Trabersportverein e. V. wollte ursprünglich einige große Trabrennbahnen in Hessen gründen. Nachdem diese Vorhaben aber nicht realisierbar waren, ließ der Verein auf dem 20 Hektar großen Gelände des Annenhofs eine Trabrennbahn anlegen. Damit wollte der Hessische Trabersportverein e. V. auch im hessischen Raum den Trabrennsport etablieren.

## Dieburger Trabrenntag
Auf der Trabrennbahn Dieburg findet seit 1989 jährlich im September ein international besetztes Trabrennen statt, der Dieburger Trabrenntag. Die Rennen werden regelmäßig von mehreren tausend Besuchern besucht. Ausrichter ist der Hessische Trabersportverein e. V.
2011 feierte das Trabrennen sein 20-jähriges Jubiläum. Das Starterfeld umfasste dabei sowohl Pferde als auch Reiter aus verschiedenen europäischen Ländern. U.a. traten folgende im Trabrennsport renommierte Berufsfahrer an: Jochen Holzschuh, Manfred Raith sen., Christian Eisl, Markus Bock und Deutschlands erfolgreichste Fahrerin Marisa Bock